# Parque natural nacional de Halych
El Parque nacional de Hálych (en ucraniano: Галицький національний природний парк), de 147 km2, se encuentra en el raión de Ivano-Frankivsk, en el óblast de  Ivano-Frankivsk, al oeste de Ucrania. Está formado por bosques, estepas, praderas y humedales en las tierras fronterizas entre los Cárpatos ucranianos y la parte suroeste de la llanura de Europa del Este.

## Topografía
El parque está situado en las estribaciones de la ladera norte de los Cárpatos. El territorio del parque es un mosaico de 16 tramos a lo largo del río Dniéster y en dirección a las colinas a lo largo de varios grandes afluentes.

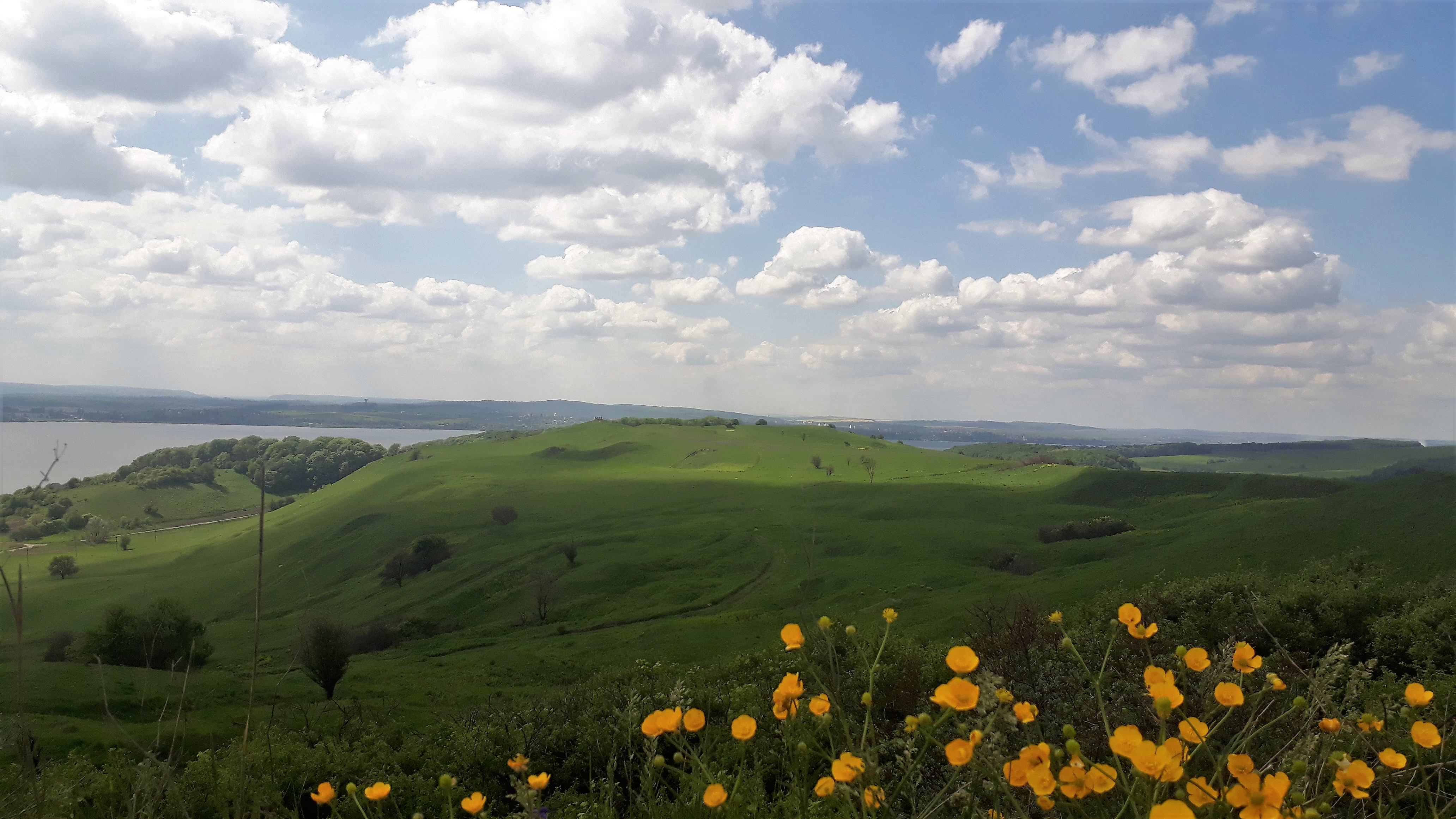
Vista del parque

## Clima y ecorregión
El clima de Hálych es continental húmedo, con veranos cálidos (clasificación climática de Köppen (Dfb)), con grandes diferencias estacionales de temperatura y un verano cálido (al menos cuatro meses con un promedio de más de 10 °C, pero ningún mes con un promedio de más de 22 °C. La temperatura promedio en enero es de −4 °C y en julio es de 18 °C. La precipitación anual es de 600–800 milímetros , con un 70%  en los meses cálidos.

## Flora y fauna
Halych se encuentra en la frontera de dos ecorregiones importantes: la ecorregión de bosques mixtos de Europa Central y la ecorregión de bosques montanos de los Cárpatos. Debido a la mezcla de flora y fauna en tal zona de transición, el parque exhibe una gran biodiversidad. Alrededor del 70% del parque está cubierto de bosques y un 15% adicional son humedales. La cubierta forestal está formada principalmente por una combinación de bosques de robles y carpes o bien robles y hayas.

## Usos
El parque posee numerosos senderos para ir de excursión y para educación ecológica.  En el recinto hay un museo de la naturaleza («La Naturaleza de la Tierra de Galitzia», o Galicia de los Cárpatos), en Hálych (Galitzia-Gora 1). Posee dioramas de hábitats locales y más de 180 animales. El parque también patrocina un centro de rescate de animales para el cuidado de animales silvestres enfermos o heridos, que el público puede visitar. Hay una pequeña tarifa por la entrada al parque y por el uso de senderos y atracciones seleccionadas.

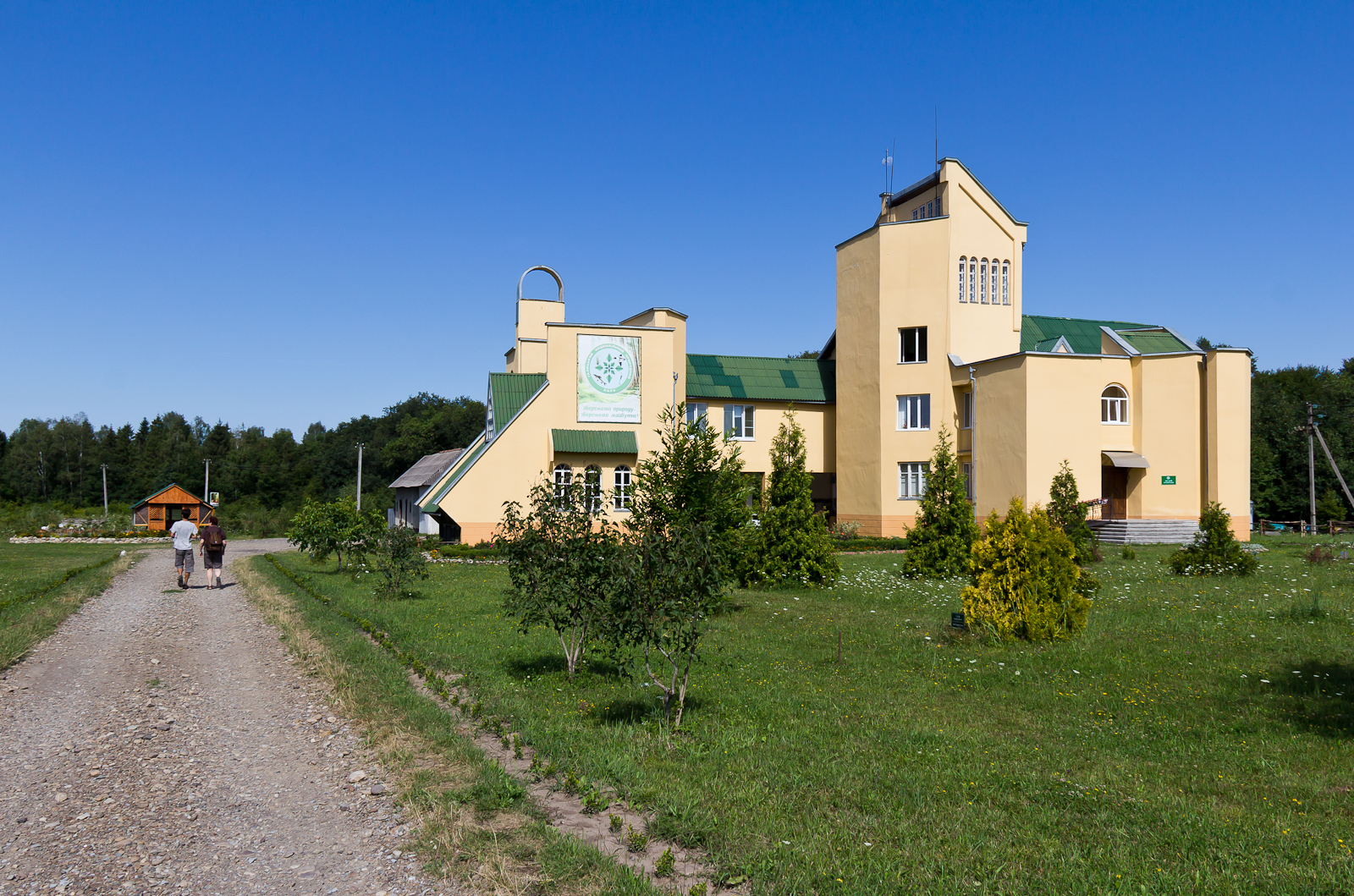
Museo del Parque Nacional de Halych